# Little Browning
Little Browning – jednostka osadnicza w Stanach Zjednoczonych, w stanie Montana, w hrabstwie Glacier.